# Live-On: scegli la tua carta!
Live-On CARDLIVER Kakeru (ライブオンＣＡＲＤＬＩＶＥＲ翔?, Raibu On CARDLIVER Kakeru) è un manga shōnen scritto da Choji Yoshikawa e disegnato da AIYAH-BALL (disegni), tratto dal gioco di carte collezionabili Live Battle Cards: Live-On prodotto dalla Poplar. Dal manga a sua volta, è stata tratta una serie anime di 51 episodi, trasmessa in Giappone su TV Tokyo dal 5 ottobre 2008 al 27 settembre 2009.
In Italia il manga è inedito, mentre l'anime è andato in onda su Rai 2 dal 21 luglio 2013 col titolo Live-On: scegli la tua carta!, venendo tuttavia interrotto il 22 dicembre seguente all'episodio 44.

## Trama
Takeru (Kakeru) Amao è un grande fan del gioco di carte Live-On, ma, nonostante s'impegni con tutto se stesso, desidera tanto di vincere sempre; le cose cambiano quando un giorno salva un cane, che si rivela speciale: si tratta, infatti, di un generatore di creature, Paddy (Pedal), che dona al ragazzo la carta Lupo Feroce, che gli permette di compiere la Trasformazione Vitale, cioè diventare lui stesso uno dei mostri di Live-On. Insieme all'amica Aki (Ai) Kozeri e al vanitoso Toru Makari, Takeru forma la squadra degli Invincibili (Team Invincible) per partecipare prima al campionato di Evocatori di carte delle regioni del centro e poi a quello nazionale.

## Personaggi

Da sinistra: Aki, Takeru con in braccio Paddy, e Toru

### Personaggi principali
Takeru Amao (天尾 翔?, Amao Kakeru, Kakeru Amao)
Doppiato da: Shizuka Ishikawa (ed. giapponese), Gaia Bolognesi (ed. italiana)
Il protagonista, ha 11 anni ed è un bambino vivace, infantile, altruista e amichevole. Usa un deck rosso formato da creature di terra e, con la Trasformazione Vitale, diventa Lupo Feroce. È il capitano della squadra degli Invincibili e anche se spesso piange sempre e si arrabbia così tanto facilmente. Nell'episodio 13, grazie a Paddy, ottiene una seconda Trasformazione Vitale, Falco Blu, di tipo aria.
Aki Kozeri (小芹 アイ?, Kozeri Ai, Ai Kozeri)
Doppiata da: Fumiko Orikasa (ed. giapponese), Eleonora Reti (ed. italiana)
Amica d'infanzia di Takeru, ha 10 anni, è una bambina ha un comportamento molto maturo. Vive con il padre fotografo e si occupa delle faccende di casa, tra cui anche cucinare. Ha una cotta per Takeru e si arrabbia facilmente, soprattutto con Toru, che considera troppo snob ed eccessivo. Fa parte della squadra degli Invincibili; usa un deck bianco formato da creature dell'aria e, con la Trasformazione Vitale, diventa Falco di Luce. È l'Evocatrice più forte della scuola. Possiede il titano dorato dell'aria, Rapace Dorato.
Toru Makari (間狩 徹?, Makari Tōru)
Doppiato da: Taiki Matsuno (ed. giapponese), Tatiana Dessi (ed. italiana)
Erede della ricca famiglia Makari, è un Evocatore di 12 anni molto conosciuto e usa un deck azzurro formato da creature dell'oceano e, con la Trasformazione Vitale, diventa Principe Delfino. È piuttosto vanitoso e presuntuoso, e utilizza espressioni francesi; adora il polpo, chiama Takeru "Ragazzo lupo" e Mil "Sorella lupo". Fa parte della squadra degli Invincibili; da quando è stato sconfitto da Suzume in appena un turno, ha paura di lei e si spaventa al solo sentire il suo nome. Possiede il titano dorato dell'oceano, Balena Dorata.
Paddy (ペダル?, Pedaru, Pedal)
Doppiato da: Masami Suzuki (ed. giapponese), Monica Bertolotti (ed. italiana)
È un generatore di creature con le sembianze di un cane giallo, in grado di creare le carte per la Trasformazione Vitale, che Takeru salva nel primo episodio. Lui e Takeru possono comunicare solo quando il ragazzo è trasformato in Lupo Feroce; per il resto del tempo, non capiscono a vicenda le parole dell'altro. Prima d'incontrare Takeru apparteneva, come tanti altri generatori, a George Kato e, poiché non aveva mai creato carte, veniva considerato un fallito dagli altri generatori di creature.
Blush (ブラッシュ?, Burasshu)
Doppiato da: Kumiko Higa (ed. giapponese), Paola Majano (ed. italiana)
È un cucciolo di drago bianco e rosso, uno degli ultimi draghi antichi sopravvissuti, nato da un uovo regalato a Takeru dal professor Matsudo. È molto affezionato a Mil, che considera la sua mamma, essendo la prima persona che ha visto non appena uscito dall'uovo. Particolarmente vorace, è in grado di parlare con la telepatia, ma riescono a sentirlo solo gli Evocatori che possiedono un deck rosso o bianco. Il suo vero nome è Dragone Rosato e proviene dall'isola dell'artiglio dell'aquila, facente parte delle cinque isole Koshin.
Mil Amao (天尾 ミル?, Amao Miru)
Doppiata da: Hisayo Mochizuki (ed. giapponese), Chiara Oliviero (ed. italiana)
La sorella minore di Takeru, frequenta la prima elementare e non ama i cani, a parte Paddy. All'inizio non le piace il Live-On, ma poi si appassiona e comincia a giocarci. Usa un deck bianco formato da creature dell'aria. Ammira Aki ed è molto brusca nei confronti di Takeru che la rimbrotta sempre.

### Altri personaggi
George Kato (ジョージ 加藤?, Jōji Katō)
Doppiato da: Shinji Kawada (ed. giapponese), Andrea Lavagnino (ed. italiana)
È un uomo misterioso che sorveglia Takeru e Paddy, e si fa aiutare da tre subordinati, A, B, C. È un Evocatore molto esperto e usa un deck nero formato da creature dell'oscurità: con la Trasformazione Vitale diventa Fantasma di Grafite. Fa parte della squadra X-Crood e ha raccolto un gran numero di generatori di creature per ottenere la carta più potente in assoluto. Alla fine viene sconfitto da Takeru e Paddy che, con lo scioglimento della squadra X-Crood, svenne con un sorriso.
Subordinato A (部下Ａ?, Buka A)
Doppiato da: Yūto Kazama (ed. giapponese), Daniele Raffaeli (ed. italiana)
Uno dei tre subordinati di George Kato, è un uomo biondo e fa parte della squadra X-Crood. Usa un deck nero formato da creature dell'oscurità e, con la Trasformazione Vitale, diventa Fantasma Grigio. Alla fine viene sconfitto insieme agli altri subordinati da Takeru che, spaventandolo, lo licenzia dalla squadra X-Crood e, minacciandolo di denunce e morte, lo fece arrestare dalla polizia che lo porta in tribunale per un processo, mandandolo per sempre in prigione.
Brag (プラグ?, Buragu)
Doppiata da: Tomo Sakurai (ed. giapponese), ? (ed. italiana)
È una generatrice di creature molto potente al servizio personale di George e ha le sembianze di un gatto. Considera Paddy un incapace ed è in grado di generare non solo Creature e carte di Trasformazione Vitale, ma anche carte di strategia e dragoni. Dopo essere stata sconfitta da Takeru, si ribella a tradimento dalla squadra X-Crood e, unendosi alla squadra degli Invincibili, Ayumu la madre di Takeru la intima di non parlare male e non offendere Paddy.
Ayumu Amao (天尾 歩?, Amao Ayumu)
Doppiata da: Akiko Kimura (ed. giapponese), Michela Alborghetti (ed. italiana)
La madre di Takeru e Mil, è una donna distratta, ma disponibile, ed è un'ottima cuoca. Intima e rimbrotta sempre a Brag di non parlare male e non offendere Paddy.
Maggiordomo (執事?, Shitsuji) di Toru
Doppiato da: Shōto Kashii (ed. giapponese), Pierluigi Astore (ed. italiana)
Il maggiordomo della famiglia Makari, è molto fedele a Toru qualsiasi cosa dica o voglia, e si preoccupa sempre eccessivamente per lui.
Hajime Kuroboshi (黒星 一?, Kuroboshi Hajime)
Doppiato da: Rikako Aikawa (ed. giapponese), Maura Cenciarelli (ed. italiana)
È un compagno di classe di Takeru che rivaleggia con lui. Fa parte della squadra Stelle Nere e usa un deck rosso formato da creature di terra. Venendo considerato un imbroglione scorretto e sleale da Takeru, gli Invincibili lo sconfiggono con una squalifica grazie allo scioglimento della squadra Stelle Nere.
Kenta (ケンタ?, Kenta)
Doppiato da: Akiko Kimura (ed. giapponese), ? (ed. italiana)
Amico e compagno di classe di Takeru. È lui che fa conoscere il Live-On a Takeru.
Mayu (マユ?, Mayu)
Doppiata da: Mayu Isshiki (ed. giapponese), Monica Volpe (ed. italiana)
La migliore amica di Mil, ammira Takeru.
Manabu Matsudo (松戸 学?, Matsudo Manabu)
Doppiato da: Ryōtarō Okiayu (ed. giapponese), Guido Di Naccio (ed. italiana)
È l'insegnante della scuola di Takeru, un uomo con occhiali e lunghi capelli neri. È un grande appassionato di Live-On e regala spesso delle carte nuove a Takeru, che sbaglia sempre il suo nome. Usa un deck nero formato da creature dell'oscurità. Si unisce agli Invincibili per sconfiggere la terribile ed infida squadra X-Crood.
Tsubame Ozhora (大空 ツバメ?, Ōzora Tsubame)
Doppiato da: Takuya Eguchi (ed. giapponese), Gabriele Patriarca (ed. italiana)
È il maggiore della famiglia Ozhora e il capitano della squadra omonima. È molto responsabile e usa un deck bianco formato da creature dell'aria: con la Trasformazione Vitale, diventa Super Falco.
Kamome Ozhora (大空 カモメ?, Ōzora Kamome)
Doppiato da: Makoto Naruse (ed. giapponese), Antonella Baldini (ed. italiana)
È il fratello di mezzo della famiglia Ozhora, ed è sfacciato, presuntuoso e avventato. Usa un deck bianco formato da creature dell'aria e, con la Trasformazione Vitale, diventa Falco Razzo.
Suzume Ozhora (大空 スズメ?, Ōzora Suzume)
Doppiata da: Yūmi Kikuchi (ed. giapponese), Eva Padoan (ed. italiana)
È la sorella minore della famiglia Ozhora, un'ottima Evocatrice che riesce in poco tempo a sconfiggere ogni avversario. Fa fatica a socializzare, ma diventa amica di Mil. È molto legata al fratello maggiore Tsubame. Usa un deck bianco formato da creature dell'aria e, con la Trasformazione Vitale, diventa Sparviero Fatale.
Gozo Miuchi (三内 剛三?, Miuchi Gōzō)
Doppiato da: Dai Matsumoto (ed. giapponese), Ambrogio Colombo (ed. italiana)
È un pescatore orgoglioso che non ama perdere, e fa parte della squadra Pesca Grossa. Usa un deck azzurro formato da creature dell'oceano e, con la Trasformazione Vitale, diventa Pescespada Tsunami. Ripete continuamente che il deck di un vero uomo è della categoria Oceano.
Hideyo Miuchi (三内 英世?, Miuchi Hideyo)
Doppiato da: Seirō Ogino (ed. giapponese), ? (ed. italiana)
Il figlio di Gozo, è un uomo gentile che fa l'impiegato, non sa nuotare e odia l'acqua: per questo il padre non lo giudica un vero uomo. Usa un deck rosso formato da creature di terra e fa parte della squadra Pesca Grossa.
Kodai Miuchi (三内 光代?, Miuchi Kōdai)
Doppiato da: Kumiko Higa (ed. giapponese), Paola Majano (ed. italiana)
Il figlio di Hideyo, è molto simile al nonno caratterialmente. Usa un deck azzurro formato da creature dell'oceano e fa parte della squadra Pesca Grossa.
Shibuki Mizuno (水野 志吹?, Mizuno Shibuki)
Doppiata da: Masaki Yamamoto (ed. giapponese), Laura Cosenza (ed. italiana)
È il capitano della squadra della Trasformazione Vitale, ed è un ragazzo pauroso e facilmente impressionabile. Combatte indossando un costume da Caimano Grottesco e usa un deck azzurro formato da creature dell'oceano.
Nozomu Mukogawa (向川 望?, Mukōgawa Nozomu)
Doppiata da: Saki Nakajima (ed. giapponese), Chiara Gioncardi (ed. italiana)
È una donna gentile che fa parte della squadra della Trasformazione Vitale, ma che in duello diventa spietata. Combatte indossando un costume da Bambolina Malvagia e usa un deck nero formato da creature dell'oscurità. Alla fine, unendosi agli Invincibili, tradisce la sua identità che diventa la sua nemica, sconfiggendola.
Sakeru Yamaga (山賀 裂?, Yamaga Sakeru)
Doppiato da: Daisuke Kishio (ed. giapponese), Mirko Cannella (ed. italiana)
Fa parte della squadra della Trasformazione Vitale ed è un ragazzo maldestro. Combatte indossando un costume da Cangubirinto e usa un deck rosso formato da creature della terra. Alla fine si unisce agli Invincibili.
Yu Shinki (新木 優?, Shinki Yū)
Doppiata da: Shiho Kawaragi (ed. giapponese), Emanuela Damasio (ed. italiana)
È una giovane di 24 anni, capitano della squadra Shinkijuku e allenatrice di Masaru e Tsuyoshi. Avvicina Takeru senza svelargli la sua identità e, fingendosi interessata alla squadra degli Invincibili, riesce a farsi raccontare dal ragazzo punti di forza e di debolezza suoi e dei compagni, e a vedere il suo mazzo di carte. Alla fine si unisce agli Invincibili.
Masaru Futaba (二葉 最?, Futaba Masaru) & Tsuyoshi Futaba (二葉 強?, Futaba Tsuyoshi)
Doppiati da: Makoto Tsumura (ed. giapponese), Barbara Pitotti (ed. italiana)
Sono due gemelli e fanno parte della squadra Shinkijuku. Masaru ha gli occhi blu e usa un deck azzurro formato da creature dell'oceano, mentre Tsuyoshi ha gli occhi verdi e usa un deck bianco formato da creature dell'aria.
Rei Bichiba (美知場 麗?, Bichiba Rei)
Doppiata da: Mayu Isshiki (ed. giapponese), Valeria Vidali (ed. italiana)
Capitano della squadra degli atleti, parla nel dialetto del Kansai ed è una ragazza che gioca a pallavolo. Usa un deck di reazione multicolore, formato da creature della terra, dell'oceano, dell'aria e dell'oscurità.
Meita Hiyaku (飛役 明太?, Hiyaku Meita)
Doppiato da: Shinji Kawada (ed. giapponese), Alessio De Filippis (ed. italiana)
Membro della squadra degli atleti, ama la velocità. Usa un deck di attacco veloce rosso e azzurro formato da creature della terra e dell'oceano.
Buro Bodei (母泥 武朗?, Bodei Burō)
Doppiato da: Seirō Ogino (ed. giapponese), Marco Bassetti (ed. italiana)
Membro della squadra degli atleti, pratica pugilato. Usa un deck di esplosione diretta rosso e nero formato da creature della terra e dell'oscurità.
Eiji Oba (大場 エイジ?, Ōba Eiji)
Doppiato da: Eiji Itō (ed. giapponese), Saverio Indrio (ed. italiana)
Il capitano della squadra degli Spice, è il padre di Heeto e Ran. È un uomo allegro e spensierato, che non vuole essere chiamato "papà", ed è considerato un fannullone da Ran perché ha lasciato lei e il fratello da soli per andare a fare un viaggio intorno al mondo. Il suo deck, di colore rosso, azzurro e bianco, e formato quindi da creature della terra, dell'oceano e dell'aria, si basa principalmente sui draghi.
Heeto Oba (大場 ヒイト?, Ōba Hiito)
Doppiato da: Toshiyuki Toyonaga (ed. giapponese), Laura Cosenza (ed. italiana)
È un ragazzo tranquillo, figlio di Eiji e membro della squadra degli Spice. Vive sull'isola dell'artiglio dell'aquila, che protegge, insieme alla sorella, per impedire la rottura del sigillo che rinchiude i titani dorati, antichi nemici dei draghi; possiede un ciondolo magico in grado di disattivare la barriera che protegge l'isola dagli estranei ed è affiancato da Aquila Evocatrice. Usa un deck bianco formato da creature dell'aria.
Ran Oba (大場 ラン?, Ōba Ran)
Doppiata da: Ai Shimizu (ed. giapponese), Valeria Vidali (ed. italiana)
È la sorella di Heeto e fa parte della squadra degli Spice. Dal carattere scorbutico e sicuro di sé, ha molta fiducia nel fratello e usa un deck azzurro formato da creature dell'oceano.
Chikara Akamaru (赤丸 力?, Akamaru Chikara)
Doppiato da: KENN (ed. giapponese), Alex Polidori (ed. italiana)
È un ragazzo maldestro e arrogante membro della squadra Impennata, che Takeru chiama "Bakamaru". Usa un deck multicolore, formato da creature della terra, dell'oceano, dell'aria e dell'oscurità. Possiede il titano dorato della terra, Belva Dorata.
Kazuki Kiyodai (清台 和樹?, Kiyodai Kazuki)
Doppiato da: Yōei Nishina (ed. giapponese), ? (ed. italiana)
Kuro Toritsu (鳥律 九郎?, Toritsu Kurō)
Doppiato da: Sayaka Ōhara (ed. giapponese), ? (ed. italiana)
Viene posseduto da Q·B e fa parte della squadra Impennata.
Reiko Hana (華 れい子?, Hana Reiko)
Doppiata da: Tomo Sakurai (ed. giapponese), Daniela Calò (ed. italiana)
Giornalista, reporter e archeologa il cui compito principale è la ricerca di antichi mostri.
Q·B (Ｑ・Ｂ?, Kyū Bī)
Doppiato da: Hajime Iijima (ed. giapponese), Massimo Bitossi (ed. italiana)
È una figura misteriosa, il cui scopo è gettare il mondo nel caos, che manipola Akamaru in modo che lo aiuti a rompere il sigillo che rinchiude i titani dorati, antichi nemici dei draghi. Possiede il titano dorato dell'oscurità, Colosso Dorato. Alla fine gli Invincibili, liberando Kuro della Squadra Impennata e Akamaru dalla crudele manipolazione, lo sconfiggono in una battaglia finale.

## Manga
| Nº | Data di prima pubblicazione | Data di prima pubblicazione | Data di prima pubblicazione |
| Nº | Giapponese                  | Giapponese                  |                             |
| -- | --------------------------- | --------------------------- | --------------------------- |
| 1  | ottobre 2008                | ISBN 978-4-591-10539-9      |                             |
| 2  | novembre 2008               | ISBN 978-4-591-10597-9      |                             |
| 3  | dicembre 2008               | ISBN 978-4-591-10699-0      |                             |
| 4  | marzo 2009                  | ISBN 978-4-591-10864-2      |                             |
| 5  | luglio 2009                 | ISBN 978-4-591-10972-4      |                             |
| 6  | settembre 2009              | ISBN 978-4-591-11117-8      |                             |

## Anime
L'anime, prodotto da TMS Entertainment, è composto da 51 episodi, andati in onda su TV Tokyo dal 5 ottobre 2008 al 27 settembre 2009. Alla fine di ogni episodio, nella versione originale, c'è un piccolo spazio dedicato al gioco di carte, dove vengono spiegate le regole e i termini.
In Italia è stato trasmesso su Rai 2 dal 21 luglio 2013 all'interno del contenitore Cartoon Flakes, venendo interrotto il 22 dicembre seguente all'episodio 44.

### Episodi
| Nº      | Titolo italiano Giapponese 「Kanji」 - Rōmaji - Traduzione letterale | In onda           | In onda           |
| Nº      | Titolo italiano Giapponese 「Kanji」 - Rōmaji - Traduzione letterale | Giapponese        | Italiano          |
| LIVE 01 | Live-On, l'inizio 「発動！ライブオン！！」 - Hatsudō! Raibu On!! – "Si attiva! Live-On!!"                                                                                         | 5 ottobre 2008    | 21 luglio 2013    |
| LIVE 02 | Un cane per amico 「変身！タテガミウルフ！！」 - Raibu Chenji! Tategami Urufu!! – "Live Change! Tategami Wolf!!"                                                                  | 12 ottobre 2008   | 27 luglio 2013    |
| LIVE 03 | La prima vittoria 「対決！ライブバトル！！」 - Taiketsu! Raibu Batoru!! – "Scontro! Live Battle!!"                                                                                | 19 ottobre 2008   | 28 luglio 2013    |
| LIVE 04 | Un avversario di gran classe 「ライバルはお坊ちゃま？」 - Raibaru wa obōchama? – "L'avversario non è indulgente?"                                                                 | 26 ottobre 2008   | 3 agosto 2013     |
| LIVE 05 | La squadra invincibile 「発進！！チーム無敵！！」 - Hasshin!! Chīmu Anvanshiburu!! – "Inizio!! Squadra Invincible!!"                                                              | 2 novembre 2008   | 4 agosto 2013     |
| LIVE 06 | L'eleganza di Toru 「ジュテーム！うるわしのハポーン！！」 - Jutēmu! Uruwashi no hapōn!! – "Je t'aime! Il leggiadro aplomb!!"                                                      | 9 novembre 2008   | 10 agosto 2013    |
| LIVE 07 | I fratelli Ozhora 「大空３兄妹 舞う！」 - Ōzora 3 kyōdai Mau! – "I tre fratelli Ozora: ballo!"                                                                                    | 16 novembre 2008  | 11 agosto 2013    |
| LIVE 08 | Carta a sorpresa 「轟け！タイガードラゴ！！」 - Todoroke! Taigā Dorago!! – "Ruggisci! Tiger Dragon!!"                                                                             | 23 novembre 2008  | 17 agosto 2013    |
| LIVE 09 | La prima partita di Mil 「はじめてのライブオン？！」 - Hajimete no Raibu On?! – "Il primo Live-On?!"                                                                              | 30 novembre 2008  | 18 agosto 2013    |
| LIVE 10 | Le carte di strategia 「炸裂！紅蓮の咆哮！！」 - Sakuretsu! Guren no hōkō!! – "Esplosione! Il ruggito di Guren!!"                                                                 | 7 dicembre 2008   | 24 agosto 2013    |
| LIVE 11 | Il monte delle creature 「出発！モンスターマウント！！」 - Shuppatsu! Monsutā Maunto!! – "Partenza! Monster Mount!!"                                                              | 14 dicembre 2008  | 25 agosto 2013    |
| LIVE 12 | La talpa corazzata 「初めてのマウント」 - Hajimete no maunto – "Il primo mount"                                                                                                   | 21 dicembre 2008  | 31 agosto 2013    |
| LIVE 13 | La determinazione di Aki 「大空を翔ける！！」 - Ōzora wo kakeru!! – "Librarsi nel cielo!!"                                                                                        | 28 dicembre 2008  | 1º settembre 2013 |
| LIVE 14 | Una sfida movimentata 「ようこそ間狩家へ！！」 - Yōkoso Makari ka he!! – "Benvenuti alla residenza Makari!!"                                                                      | 11 gennaio 2009   | 7 settembre 2013  |
| LIVE 15 | Nuovi avversari 「怒涛の開幕！中部大会！！」 - Dotō no kaimaku! Chūbu taikai!! – "L'apertura delle Onde Rabbiose! Il torneo centrale!!"                                           | 18 gennaio 2009   | 14 settembre 2013 |
| LIVE 16 | La prima sfida 「親子三代！チーム大漁旗！！」 - Oyakosandai! Chīmu tairyōbata! – "Tre generazioni di padri e figli! La squadra della bandiera della buona pesca!"                 | 25 gennaio 2009   | 15 settembre 2013 |
| LIVE 17 | Una vittoria sofferta 「ここはオレが！いやワシが！！」 - Koko wa ore ga! Iya washi ga!! – "Questo è il mio! Odio l'aquila!!"                                                      | 1º febbraio 2009  | 21 settembre 2013 |
| LIVE 18 | Aki contro Mizuno 「水妖王子ゼニス降臨」 - Mizu yō ōji Zenisu kōrin – "L'avvento del principe folletto dell'acqua Zenith"                                                         | 8 febbraio 2009   | 22 settembre 2013 |
| LIVE 19 | Incantesimo 「導魔の神官と地獣王」 - Shirube ma no shinkan to chi kemono ō – "Il sacerdote della guida magica e la bestia del suolo"                                              | 15 febbraio 2009  | 28 settembre 2013 |
| LIVE 20 | L'Evocatore più potente della scuola 「最強のカードライバー？！」 - Saikyō no Kādoraibā?! – "Il miglior Cardliver?!"                                                              | 22 febbraio 2009  | 29 settembre 2013 |
| LIVE 21 | Che fatica giocare in doppio 「特訓！タッグバトル！！」 - Tokkun! Taggu Batoru!! – "Formazione speciale! Tag Battle!!"                                                            | 1º marzo 2009     | 5 ottobre 2013    |
| LIVE 22 | Il corso per Evocatori 「ミル、体験会に行く」 - Miru, taiken-kai ni iku – "Mil, sperimenta un incontro"                                                                           | 8 marzo 2009      | 6 ottobre 2013    |
| LIVE 23 | Un uovo con sorpresa 「タマゴパニック！！」 - Tamago panikku!! – "Panico uovo!!"                                                                                                  | 15 marzo 2009     | 12 ottobre 2013   |
| LIVE 24 | Diventare una squadra 「友情のタッグバトル」 - Yūjō no Taggu Batoru – "La Tag Battle dell'amicizia"                                                                               | 22 marzo 2009     | 13 ottobre 2013   |
| LIVE 25 | La sintonia perfetta 「最強のコンビネーション！！」 - Saikyō no konbinēshon!! – "La combinazione più forte!!"                                                                     | 29 marzo 2009     | 19 ottobre 2013   |
| LIVE 26 | La grande vittoria 「激戦！ドラゴン対決！！」 - Gekisen! Doragon taiketsu!! – "Feroce battaglia! Lo scontro dei draghi!!"                                                         | 5 aprile 2009     | 20 ottobre 2013   |
| LIVE 27 | L'arma segreta della finale 「決勝戦の秘密兵器！！」 - Kesshōsen no himitsu heiki!! – "L'arma segreta della finale!!"                                                             | 12 aprile 2009    | 26 ottobre 2013   |
| LIVE 28 | Il dragone nero 「震撼！漆黒のドラゴン！！」 - Shinkan! Shikkoku no doragon!! – "Sconvolto! Il drago nero corvino!!"                                                              | 19 aprile 2009    | 27 ottobre 2013   |
| LIVE 29 | La carta "Ultravioletto" 「激闘！勝利の行方！！」 - Gekitō! Shōri no yukue!! – "Lotta feroce! La sorte della vittoria!!"                                                          | 26 aprile 2009    | 2 novembre 2013   |
| LIVE 30 | Foto ricordo 「ミルと翔とムスタング」 - Miru to Kakeru to musutangu – "Mil, Kakeru e il mustang"                                                                                  | 3 maggio 2009     | 3 novembre 2013   |
| LIVE 31 | La casa del mistero 「突撃！となりの幽霊屋敷！！」 - Totsugeki! Tonari no yūrei yashiki!! – "Aggressione! La casa stregata della porta accanto!!"                                 | 10 maggio 2009    | 9 novembre 2013   |
| LIVE 32 | L'isola di Blush 「ようこそ間狩リゾートへ！！」 - Yōkoso Makari rizōto he!! – "Benvenuti al resort dei Makari!!"                                                                  | 17 maggio 2009    | 10 novembre 2013  |
| LIVE 33 | L'isola dei draghi 「ドラゴンの島たい？！」 - Doragon no shimatai?! – "Voglio l'isola del drago?!"                                                                                | 24 maggio 2009    | 16 novembre 2013  |
| LIVE 34 | I fratelli guardiani 「全面否定！森を守りし兄妹！！」 - Zenmen hitei! Mori wo mamorishi kyōdai!! – "Completamente negativo! Il fratello e la sorella che proteggono la foresta!!" | 31 maggio 2009    | 17 novembre 2013  |
| LIVE 35 | Un incontro incredibile sull'isola Origano 「集結！ムスタング一家！！」 - Shūketsu! Musutangu famirī!! – "Concentrazione! La famiglia Mustang!!"                                  | 7 giugno 2009     | 23 novembre 2013  |
| LIVE 36 | Una nuova sfida contro Heeto 「ヒートアップ！再決戦！！」 - Hīto appu! Ribenji matchi!! – "Heat Up! La battaglia della vendetta!!"                                                | 14 giugno 2009    | 24 novembre 2013  |
| LIVE 37 | La sala del sigillo 「竜と巨人の伝説」 - Ryū to kyojin no densetsu – "La leggenda dei draghi e dei giganti"                                                                       | 21 giugno 2009    | 30 novembre 2013  |
| LIVE 38 | Il risveglio dei titani dorati 「覚醒！黄金の破壊神！！」 - Kakusei! Kogane no hakai-shin!! – "Risveglio! Gli dei dorati della distruzione!!"                                     | 28 giugno 2009    | 1º dicembre 2013  |
| LIVE 39 | Arrivederci Blush 「さよならブラッシュ」 - Sayonara Burasshu – "Addio Blush" | 5 luglio 2009     | 7 dicembre 2013   |
| LIVE 40 | Una bella giornata 「スズメとライブオン」 - Suzume to Raibu On – "Suzume e il Live-On"                                                                                            | 12 luglio 2009    | 8 dicembre 2013   |
| LIVE 41 | Storia di un'amicizia 「カラフルな一日！！」 - Karafuruna ichinichi!! – "Una giornata colorata!!"                                                                                 | 19 luglio 2009    | 14 dicembre 2013  |
| LIVE 42 | L'inizio del campionato nazionale 「風雲！州大会開幕！！」 - Fūun! Shū taikai kaimaku!! – "Nubi ventose! Prende il via il torneo nazionale!!"                                     | 26 luglio 2009    | 15 dicembre 2013  |
| LIVE 43 | L'errore di Takeru 「崩せ！コンセプトデッキ！！」 - Kuzuse! Konseputo Dekki!! – "Collasso! Concept Deck!!"                                                                        | 2 agosto 2009     | 21 dicembre 2013  |
| LIVE 44 | Guarda chi si rivede 「激辛！チーム・スパイス！！」 - Gekikara! Chīmu Supaisu!! – "Super caldo! La squadra Spice!!"                                                               | 9 agosto 2009     | 22 dicembre 2013  |
| LIVE 45 | Sfida all'ultimo drago 「猛襲！ドラゴンデッキ！！」 - Mōshū! Doragon Dekki!! – "Stoccata! Dragon Deck!!"                                                                          | 16 agosto 2009    | non trasmesso     |
| LIVE 46 | 「涙」 - Namida – "Lacrime" | 23 agosto 2009    | non trasmesso     |
| LIVE 47 | 「バカ丸急上昇！不快指数１２０％」 - Bakamaru kyūjōshō! Fukaishisū 120% – "L'impeto di Bakamaru! Indice di disagio 120%"                                                          | 30 agosto 2009    | non trasmesso     |
| LIVE 48 | 「エッ！？鏡の中の翼！！」 - Ee!? Kagami no naka no tsubasa!! – "Eh!? L'ala in mezzo allo specchio!!"                                                                             | 6 settembre 2009  | non trasmesso     |
| LIVE 49 | 「アイ、奪われた翼」 - Ai, ubawareta tsubasa – "Ai, le ali sono state rubate" | 13 settembre 2009 | non trasmesso     |
| LIVE 50 | 「決戦！光る黄金の牙！！」 - Kessen! Hikaru kogane no kiba!! – "Battaglia decisiva! La zanna dal fulgore dorato!!"                                                                | 20 settembre 2009 | non trasmesso     |
| LIVE 51 | 「スタンド・バイ・ミー」 - Sutando bai mī – "Stand by me" | 27 settembre 2009 | non trasmesso     |

### Sigle
Sigla di apertura
- Live-On! (ライブオン！?), di Hideaki Takatori

Sigla di chiusura
- Live-Change shiyou! (ライブチェンジしよう！?), di Akira Kushida

Sigla di apertura e di chiusura italiana
La sigla italiana, scritta da Valerio Gallo Curcio ed interpretata da Claudio Boschi, segue lo stesso arrangiamento della sigla di testa giapponese, sia in apertura che in chiusura.